# Język kaibobo
Język kaibobo, także: kaibubu, eti-kaibobo, West Littoral – język austronezyjski używany w prowincji Moluki w Indonezji. Według danych z 1983 roku posługuje się nim 500 osób.
Jego użytkownicy zamieszkują pięć wsi w zachodniej części wyspy Seram (w okolicy zatoki Piru; kecamatany Kairatu i Seram Barat). W latach 80. XX w. odnotowano, że we wsiach Eti, Hatusua i Waisamu praktycznie wyszedł z użycia, ale we wsiach Ariate i Kaibobo wciąż był szerzej znany. Zaobserwowano jedynie niewielkie różnice dialektalne. Mieszkańcy wsi Ariate to ludność, która została przesiedlona z Kaibobo (z przyczyn demograficznych i związanych z bezpieczeństwem).
Podobieństwa leksykalne wskazują na bliższy związek dialektu hatusua z językiem kamarian (bliskość geograficzna wsi Kamarian i Hatusua prawdopodobnie sprawiła, że ich języki upodobniły się do siebie). Pewne różnice słownikowe sugerują, że odmiany wsi Waisamu i Hatusua znalazły się pod wpływem języka alune. W języku młodszych mieszkańców Kaibobo doszło do redukcji słownictwa i wzorów odmiany.
Jest silnie zagrożony wymarciem. W użyciu jest także malajski amboński.